# Konstantin Georgiev
Konstantin Dimitrov Georgiev (in bulgaro Константин Димитров Георгиев?; Pleven, 14 novembre 1933 – 25 dicembre 2016) è stato un cestista bulgaro.

## Carriera
Con la Bulgaria ha disputato le Olimpiadi del 1952, segnando 21 punti in 8 partite.